# Ксенозавры
Ксеноза́вры (лат. Xenosauridae) — семейство чешуйчатых из подотряда веретеницеобразных.

## Описание
Представители семейства встречаются в Центральной Америке. Под чешуёй располагают не сросшимися друг с другом костными пластинами. В отличие от других семейств клады Diploglossa (Diploglossidae, веретеницевые и безногие ящерицы) имеют хорошо развитые конечности.

## Классификация
В семейство входит один современный род, включающий шесть видов.
- Род Xenosaurus — Настоящие ксенозавры
  - Вид Xenosaurus grandis — Большой ксенозавр
    - Подвид Xenosaurus grandis rackhami — Ксенозавр Рэкхэма

  - Вид Xenosaurus newmanorum
  - Вид Xenosaurus penai
  - Вид Xenosaurus phalaroantheron
  - Вид Xenosaurus platyceps — Плоскоголовый ксенозавр
  - Вид Xenosaurus rectocollaris

Согласно данным сайта Paleobiology Database, на январь 2022 года в семейство включают следующие вымершие роды:
- Exostinus Cope, 1873
- Shestakovia Averianov et al., 2005
- Nordenosaurus Holman, 1973 — первоначально классифицирован как гигантский ксенозавр[4], но в 1982 году переописан как крокодил (Crocodilia)[5].

В других источниках к семейству относят ещё 3 вымерших рода:
- Blutwurstia Smith, Bhullar & Bloch, 2022[6]
- Restes Gauthier, 1982[7]
- Xenostius Alifanov, 2018[8]

Ранее к ксенозаврам причисляли шинизавра (Shinisaurus crocodilurus) из южных районов Китая, который в настоящее время рассматривается в составе отдельного семейства Shinisauridae.